# Bandera Limpiuco
La Bandera Limpiuco fue una competición de remo, concretamente de traineras, que se celebró en aguas de Santander (Cantabria) en el año 2001 y patrocinada por la Consejería de Medio Ambiente del Gobierno de Cantabria.

## Historia
El 8 de junio de 2001 se celebró en Santander dicha regata en la que participaron 4 clubes de Cantabria para promocionar la campaña Limpiuco para la concienciación sobre el reciclaje e impulsada por la Consejería de Medio Ambiente del Gobierno de Cantabria.
Tomaron parte en ella cuatro tripulaciones, el Club de Remo Ciudad de Santander, la Sociedad Deportiva de Remo Castro Urdiales, la Sociedad Deportiva de Remo Pedreña y el Club de Remo Pontejos. Compitieron en una tanda única, a cuatro largos y tres ciabogas, bogando 3 millas náuticas que equivalen a 5556 metros. Santander y Castro se destacaron pero un remero de Castro, Agustín Múgica, rompió el tolete de la embarcación y fueron toda la regata con un hombre menos. Santander se proclamó campeona de esta única edición.

## Clasificación
| Pos. | Club                 | Trainera           | Tiempo   |
| ---- | -------------------- | ------------------ | -------- |
| 1    | Ciudad de Santandeer | Virgen del Mar     | 20:22.97 |
| 2    | Pedreña              | Marina de Cudeyo   | 20:46.74 |
| 3    | Castro               | La Marinera        | 21:50:39 |
| 6    | Pontejos             | José Luis Valdueza | 21:54.66 |